# میتسوبیشی ام‌یو-۲
میتسوبیشی ام‌یو-۲ یک هواپیمای ژاپنی با بال بالا و دو موتوره توربوپراپ با کابین تحت فشار است که توسط صنایع سنگین میتسوبیشی ساخته شده است. اولین پرواز خود را در سپتامبر ۱۹۶۳ انجام داد و تا سال ۱۹۸۶ تولید شد. این هواپیما یکی از موفق ترین هواپیماهای ژاپن پس از جنگ جهانی دوم است که ۷۰۴ فروند از آن در ژاپن و سن آنجلو، تگزاس، در ایالات متحده ساخته شده است.

## همچنین ببینید
هواپیمای با نقش، پیکربندی و دوره زمانی مشابه
- ایرکماندر ۵۰۰